# Tovareća mužika
Tovareća mužika  sastavni je dio lokalnih fešta, a višegodišnjim ponavljanjem i postala je dijelom saljske tradicije.

## Povijest
Batarela, kao skup nasumičnih zvukova s ciljem stvaranja buke, od davnina je bila običaj otočana koji su u dugim i hladnim noćima njome tjerali zle duhove, veselili se i, naravno, rugali, najčešće udovcima ili udovicama koji bi se ponovno vjenčavali. 
Godine 1959. nekoliko mladića na saljskom portu, čuvši da se u selu događa vela batarela tj. vjenčanje stare cure Paškvale, brzo su se opremili instrumentima i krenuli prema selu postrojeni u dvoredu, poput svirača limene glazbe, intonirajući jednu dobro poznatu koračnicu i pjesmu Šjora Mare, uvevši tako disciplinu u tu anarhističnu buku i kanalizirajući taj kaos zvukova u nešto pozitivno i uhu ugodno, uz gromoglasno oduševljenje mještana.  Nakon tog uspjelog nastupa, gdje su zvučali kao prava glazba, ponovno nastupaju na Krnevalu uz dodatak velikog i malog bubnja. Već 16. kolovoza iste godine nastupaju u svečanom mimohodu 2. Saljskih trk tovarov (kasnije Saljske užance),  nadomještajući tako zamrlu limenu glazbu i dobivajući od duhovitih Saljana naziv - Tovareća mužika. Treba istaknuti da su za ovakvu trenutnu improvizaciju bila presudna dva faktora:
- dobra uvježbanost trojice rogištov postignuta na brodovima prilikom odlaska na ribolov u Kornate. Svjesni ograničenih tonalnih mogućnosti volovskog roga uporno su pokušavali izvući neku melodiju koja bi zvučala bar toliko slično da se može prepoznati
- značajna činjenica da su dvojica iz buduće Mužike imala solidno iskustvo stečeno sviranjem u limenoj glazbi pa su mogli dati pravi impuls za skladni i dojmljiv scenski nastup

Zbog općenito uvriježenog mišljenja o rogu kao o znaku poruge, mnogi mještani nisu uvijek bili oduševljeni ovakvim predstavljanjem svog mjesta. Ipak, Tovareća je mužika sve većom brojnošću, u dojmljivoj odjeći te koreografskim nastupom, osvojila
i one najokorjelije i najortodoksnije čuvare običaja i tradicije. 
Pojedini su instrumenti (rog, šumpreš) dugotrajno bili, ne samo u praktičnoj funkciji svagdašnjeg života i običaja ovih otočana, nego i utkani u mjesne predaje i legende s neizbježnim vjerovanjem u njihova moćna, magična svojstva koja su štitila od uroka te branila od svih zala i drugih nevolja.
Tovareća mužika zapravo je plod dugotrajne tradicije sadržane u običajima, predajama i legendama otočana te se sama prirodno uronila u tradiciju i postala legenda mjesta Sali, potičući svojim nastupima obnovu napuštenih običaja. Zbog svih tih činjenica možemo zaključiti da je ona postojala u Salima oduvijek, ali je institucionirana davne 1959. godine.

## Kronologija
- 1959. – osnovana Tovareća mužika te od tada redovito nastupa na Saljskim užancima
- 1962. – uveden kapelnik kao vođa, dirigent Tovareće mužike
- 1963. – odabrane službene odjevne kombinacije
- 1963. – 1985. – neuspjeli pokušaji popularizacije i povećanja broja članova
- 1985. – 1990. –popularizacija Mužike te povećanje broja članova
- 1991. – 1998. – prvi nastupi Mužike izvan Sali (Zadar, Zagreb, Split, Venecija....)
- 1998. – osnivanje pomlatka Mužike (Pulići) povodom 40. Saljskih užanci i nastupa u Turbo Limač Showu
- 2000. – uvođenje trećeg bubnja (baritona) radi oživljavanja ritma
- 2000. – 2008. – Tovareća mužika postaje sve prepoznatljivija u širim krugovima, mnogobrojni pozivi na sve kulturno-umjetničke priredbe u Hrvatskoj i Europi (Graz, München,  Sajam mora i mornara Brest, Vinkovačke jeseni, Otoče volim Te, sve priredbe vezane uz more i otoke, Zadarski i Riječi karneval, smotre folklora......) Nastupi Pulića na većini dječjih smotri folklora (Zadar, Novigrad, Biograd, Međunarodni dječji festival – Šibenik.....)
- 13. 4. 2008. – osnivanje Udruge Tovareće mužike, izglasavanje statuta i svih tijela koja su potrebna za rad udruge
- 2009. – pedeseta godišnjica Tovareće mužike te nastup većine članova od 1959. do danas na Saljskim užancima
- 2009. – danas – nastupi na svim (po našem mišljenju) važnim smotrama folklora te pokušaji zaštite i očuvanja svih običaja mjesta Sali

## Opis dobra
Tovarća mužika ima dvije odjevne kombinacije koje su odabrane, kao službene, 1963. godine. 
Svečana odjeća odabrana je po uzoru na blagdansku odjeću ribara s početka 20. stoljeća. Sastoji se od ribarske kape raškete, bijele košulje bez kragne, crnog prsluka, crnih hlača s remenom, bijelih čarapa i crnih cipela. Po želji, može se staviti i zlatna naušnica na desno uho ili džepni sat. S druge strane, kapelnik ima cilindar umjesto raškete, crnu leptir-mašnu ili maramu oko vrata, bijeli prsluk, po želji bijele cipele te u ruci štap.
Ribarska (mornarska) odjeća odabrana je zbog povezanosti otočana i dominantnog instrumenta – roga, s morem. Sastoji se od raškete, plavo-bijele prugaste, mornarske majice kratkih rukava, plavih ribarskih trliš hlača vezanih bijelim konopcem ili mrežom, te tradicionalne obuće škarpinov. Kapelnik nosi cilindar umjesto raškete te majicu dugih umjesto kratkih rukava.
Po želji, može se staviti i zlatna naušnica na desno uho, a škarpini nisu obavezni.
Tovareća mužika sastoji se od 3 komponente - kapelnika, rogova i ritam sekcije.
Kapelnik je vođa, dirigent, koji upravlja kojim putem će se Mužika kretati, koje će skladbe izvoditi te koliko će nastupati. On kruži oko ostatka grupe, raspoređuje ih u parove ili kolone po jedan i ima slobodu koja se ne smije kositi sa Statutom. Uveden je u Mužiku 1962. radi lakšeg organiziranja nastupa.
Rozi (rogišti) su najbrojniji dio mužike (minimalno šest) te mogu biti formirani u jednom ili dva reda, ovisno o broju i zapovijedi kapelnika. U ruci, lijevoj ili desnoj, imaju rog. Poredani su po visini, ali oni koji imaju šumpreš nalaze se bliže ritam sekciji. Šumpreši su dio rogova koji uz rog sviraju i šumpreš (staro glačalo napunjeno željezom i kamenjem).
Ako su formirani u jednom redu, prvi je onaj koji je najniži i drži rog u lijevoj ruci.
Na udarac velikog bubnja (basa) koračaju lijevom nogom nastavljajući u ritmu. Trenutno se izvode dvije melodije različitom brzinom, ovisno o brzini ritma. To su Šjora Mare štrembacera i Zvončići. U prošlosti su se izvodile i druge melodije koje se odlukom članova mogu početi ponovno izvoditi, ali nije isključeno da se uvede i neka nova melodija.
Ritam sekcija sastoji se od činela, baritona, doboša i basa.
Poredani su na kraju kolone nakon šumpreša. Činele su prve i mogu biti u redu sa zadnjim šumprešom ili baritonom, s tim da, ako su u paru sa šumprašom moraju biti na lijevoj strani. Bariton je drugi i može biti u paru s činelama ili dobošom, doboš može biti u paru s baritonom ili basom, a bas može biti u redu s dobošom ili sam, a onda se nalazi na kraju reda u sredini.
Oni proizvode ritam koji pokreće Mužiku te tušom daju znak Rozima kad trebaju izvoditi svoj dio.

## Glazbala
Rog – glavni, najprepoznatljiviji i najbrojniji instrument Tovareće mužike. Dobiva se od volovljeg roga na čijoj se šiljastoj strani napravi rupa. U prošlosti su se koristili kao sredstvo komunikacije na ribarskim brodovima te za ruganje starim svatovima. U Dalmaciji i Salima koristi se više od 1000 godina (a to dokazuje i prvi spomen ribarstva u Hrvata koji dolazi iz Sali), najčešće kao sredstvo komunikacije među brodovima, a u Salima i kao instrument.
Šumpreš –  najoriginalnije saljsko glazbalo. Dobiva se od starih glačala koji su napunjeni kamenjem ili željezom. Proizvodi specifičan zvuk i daje Mužici posebnu dimenziju.
Činele –  vrsta udaračkih muzičkih instrumenata oblika tanjura, kojima je kroz sredinu provučena koža radi lakšeg držanja. Koriste se u paru, a najčešće se prave od bronce. Zvuk se dobiva udaranjem jednog u drugi.
Bariton – srednji bubanj, ima istu površinu kao i doboš, ali je izduženiji i proizvodi drukčiji ton. To je instrument kojim se koristi desetak godina i dodan je radi oživljavanja ritma.
Doboš ili mali bubanj – građom sličan velikomu, ali je manjih izmjera. Uz donju mu je kožu napeto nekoliko srebrnih ili bakrenih žica za titranje, koje svojom napetošću određuju svjetliji ili mukliji prizvuk. Udara se palicama drvenoga vrha.
Bas bubanj – veliki bubanj,  proizvodi niski određeni ili neodređeni ton. To je instrument koji održava ritam, udara se palicom u istim razmacima te se na njegov ton korača lijevom nogom.
Rogovi i odjeća privatno su vlasništvo članova te su oni dužni nabaviti ih za nastup, a bubnjevi, činele, neki šumpreši te dijelovi kapelnikove nošnje u vlasništvu su Udruge. Ti instrumenti održavaju se njezinim novčanim sredstvima. 
Pravila ponašanja utvrđena su Statutom.

## Nositelji tradicije i značaj koji dobro ima za zajednicu
Postojanje Tovareće mužike u Salima višestruko je značajno i višeslojno. Njezin značaj u ovom kultnom mjestu, podosta udaljenom od svoga prirodnoga centra Zadra, toliko Salima daje šarm posebnosti i izuzetnosti. Drsko bismo mogli reći: „Tovareća mužika osobna je karta Sali. A kad je nečije postojanje osobna karta onda ima posebno značenje.“
„Tovareća mužika?“, pitat će se ljudi u Berlinu, New Yorku, Rimu: „Ah, da, Sali, Dugi otok, Hrvatska.“
Tovareća mužika sa svojom unutarnjom psihologijom i sa svojom fascinantnom izvedbenošću Sali smješta u svoj prirodni ambijent – Mediteran.
Koliko god izgleda da je introvertirana u gabarite Sali, Tovareća mužika još je više ekstrovertirana u svoje šire područje.
Zamislite: od kada postoji, ovako definirana, kroz 'ansambl' je prošlo više stotina dječaka i mladića.  Ništa čudno nije čuti po Salima, tijekom cijele godine, kako dječaci 'onako nasuho' imitiraju rogove, bubnjeve i šumpreše.
Tovareća mužika jedna je od najvrednijih zajednica gdje se već manja djeca socijaliziraju. Kada se dječak uključi u Mužiku, on odmah upija svoju važnost i upoznaje svoju samosvijest. Isto tako, članovi Tovareće uče se toleranciji, empatiji i druželjubivosti. Nema Saljke i Saljanina koji neće na spomen Tovareće srčano uzdahnuti i reći: „Ah, Tovareća...“
Važno je napomenuti kako se, ulazeći u Tovareću, dječaci i mladići odriču svoga golog egoizma i svoj 'ja', a da ne moraju, podređuju zajednici. Osim toga, uče se slušati jednoga – kapelnika.
Dakle, Tovareća mužika zapravo je esencija Sali, a u udaranjima velikoga bubnja bude se iskonske Sali, u gunguli šumpreša iz sna se bude igrive Sali, a u zvuku roga raspjevane Sali. U malo mjesta i malo vremena – sve bitno.

## Mjere zaštite
Mjere zaštite Tovareće mužike počele su se provoditi 1998. godine, osnivanjem pomlatka i prezentiranjem Mužike kao jedinog, pravog saljskog proizvoda.
Od 2005. radilo se na izradi Statuta i osnivanja Udruge (osnovana 2008. godine).  
Sada se predlaže zaštita i uvrštavanje Tovareće mužike na listu nematerijalne kulturne baštine na razini RH, a plan je i uvrštavanje na UNESCO-ov popis nematerijalne baštine svijeta.
Godine 2012. Tovareća mužika je proglašena nematerijalnim kulturnim dobrom Republike Hrvatske.